# Parmentiera
Parmentiera är ett släkte av katalpaväxter. Parmentiera ingår i familjen katalpaväxter.
Kladogram enligt Catalogue of Life:
| Parmentiera | \| \| Parmentiera aculeata \| \| \| \| \| \| Parmentiera cereifera \| \| \| \| |
|             | \| \| Parmentiera aculeata \| \| \| \| \| \| Parmentiera cereifera \| \| \| \| |
|             | Parmentiera aculeata                                                           |
|             |                                                                                |
|             | Parmentiera cereifera                                                          |
|             |                                                                                |

## Bildgalleri

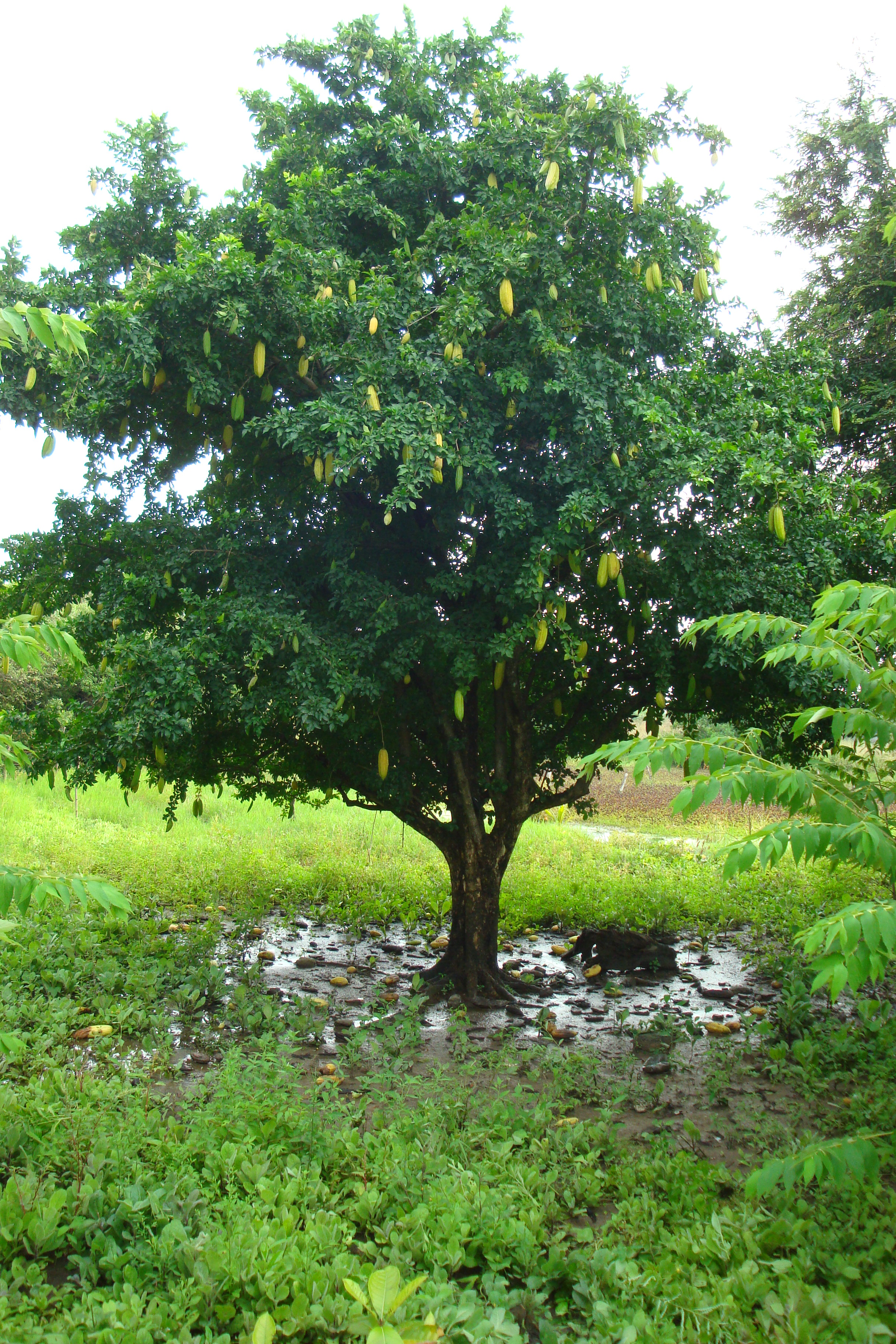
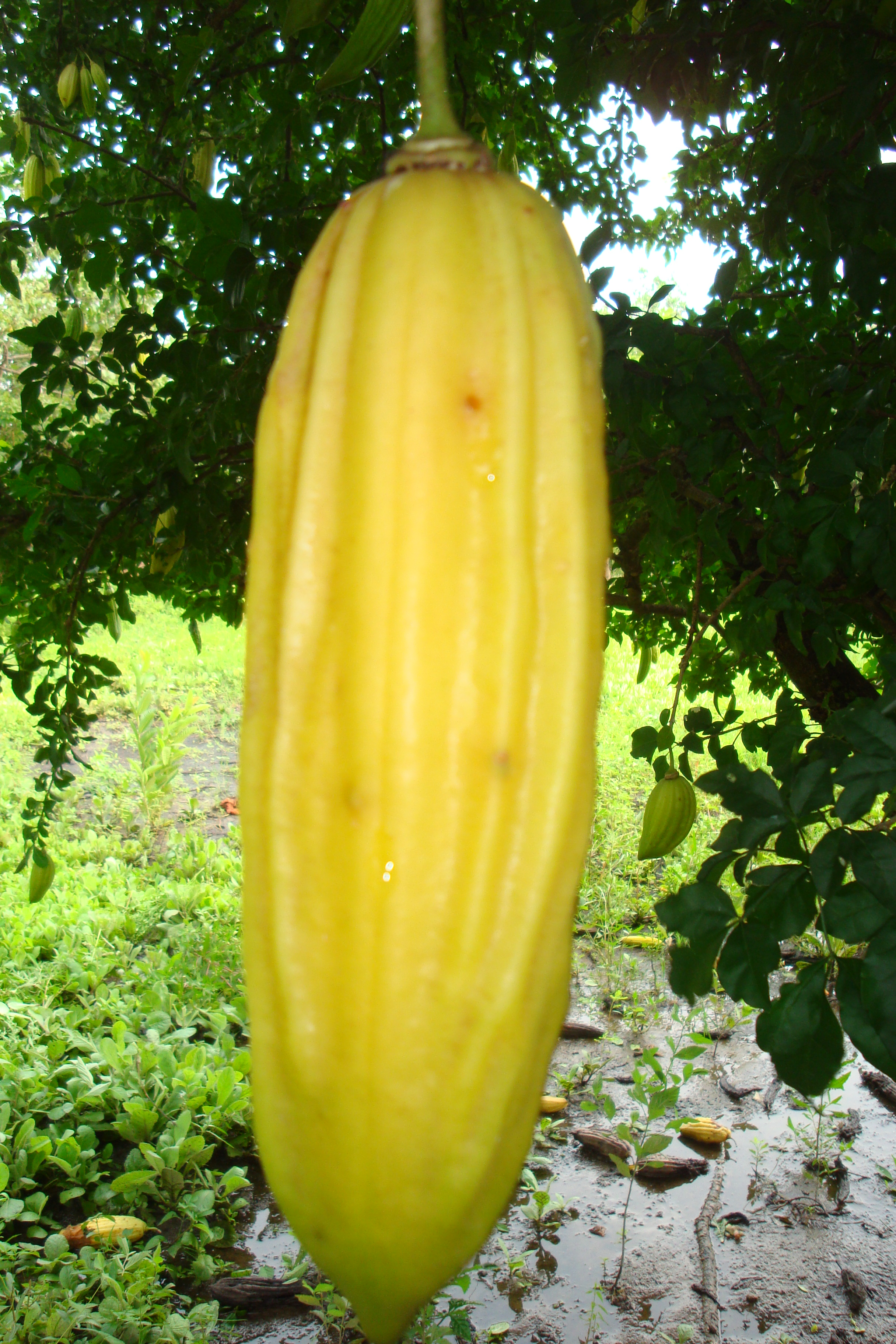
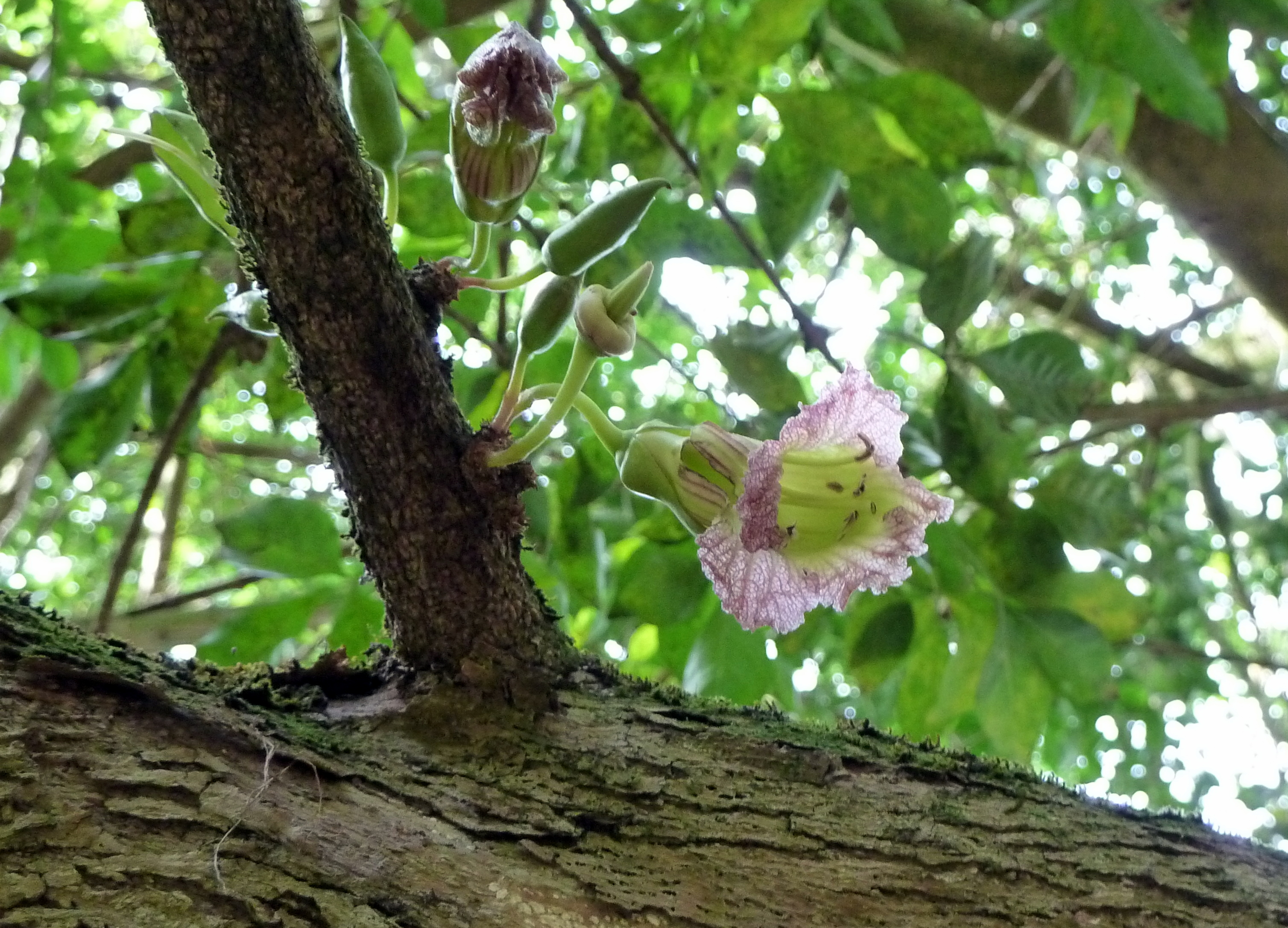
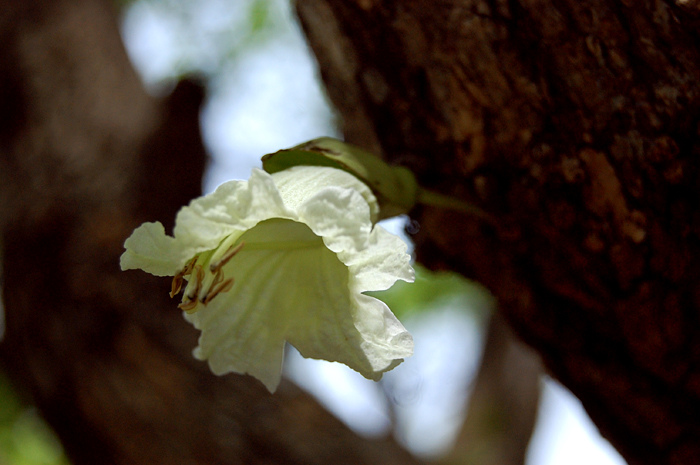
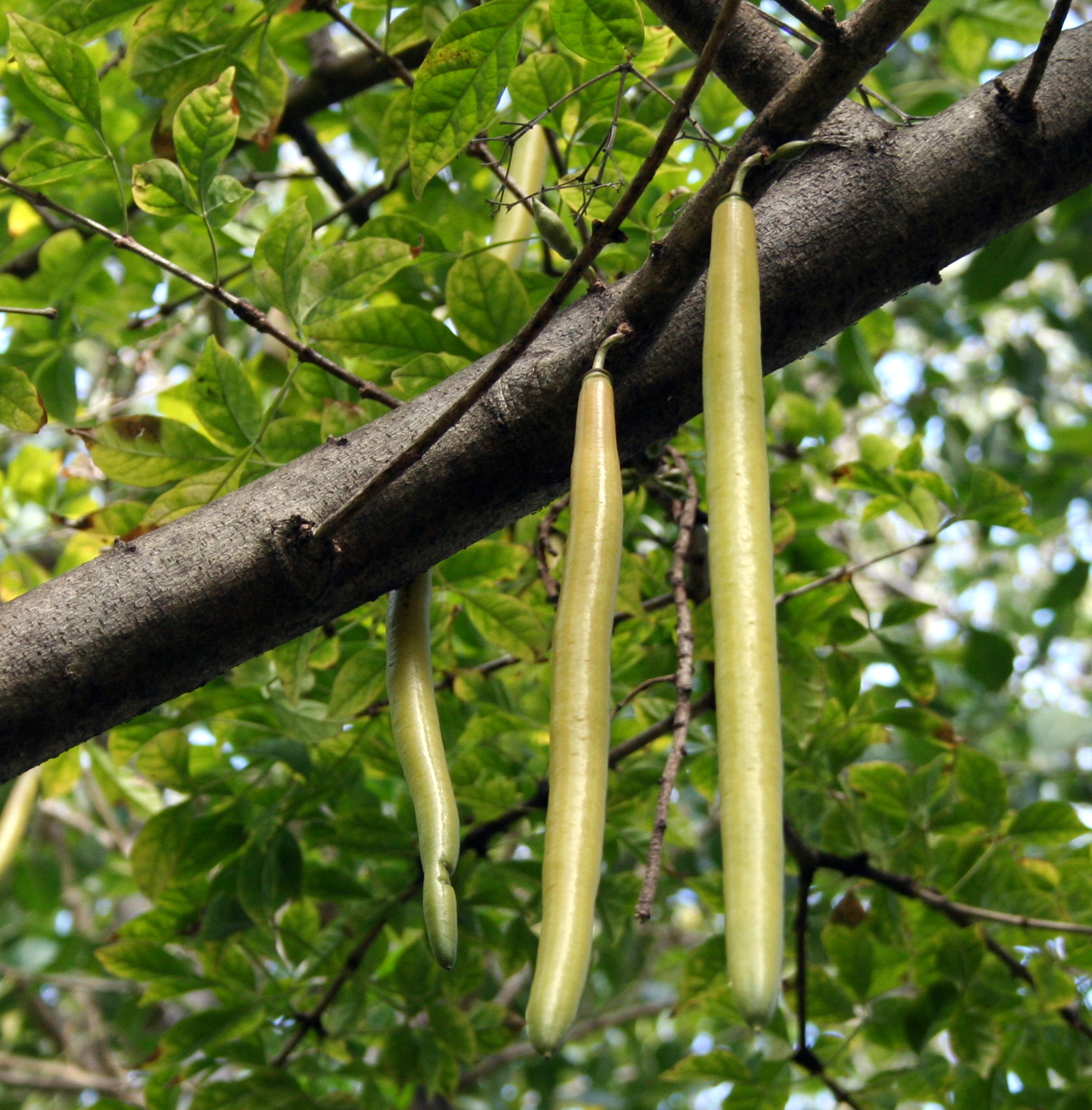
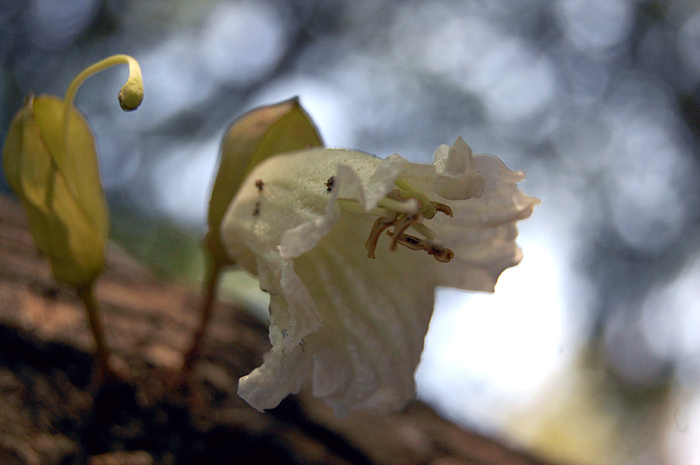